# Гранатометна граната

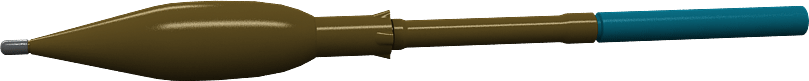
Гранатометна граната до РПГ-7 «ПГ-7-ВЛ»

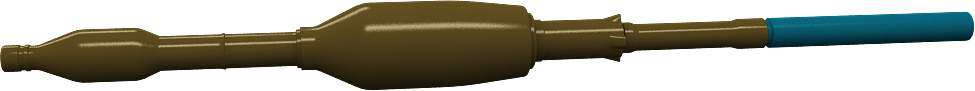
Гранатометна граната до РПГ-7 «ПГ-7-ВР»

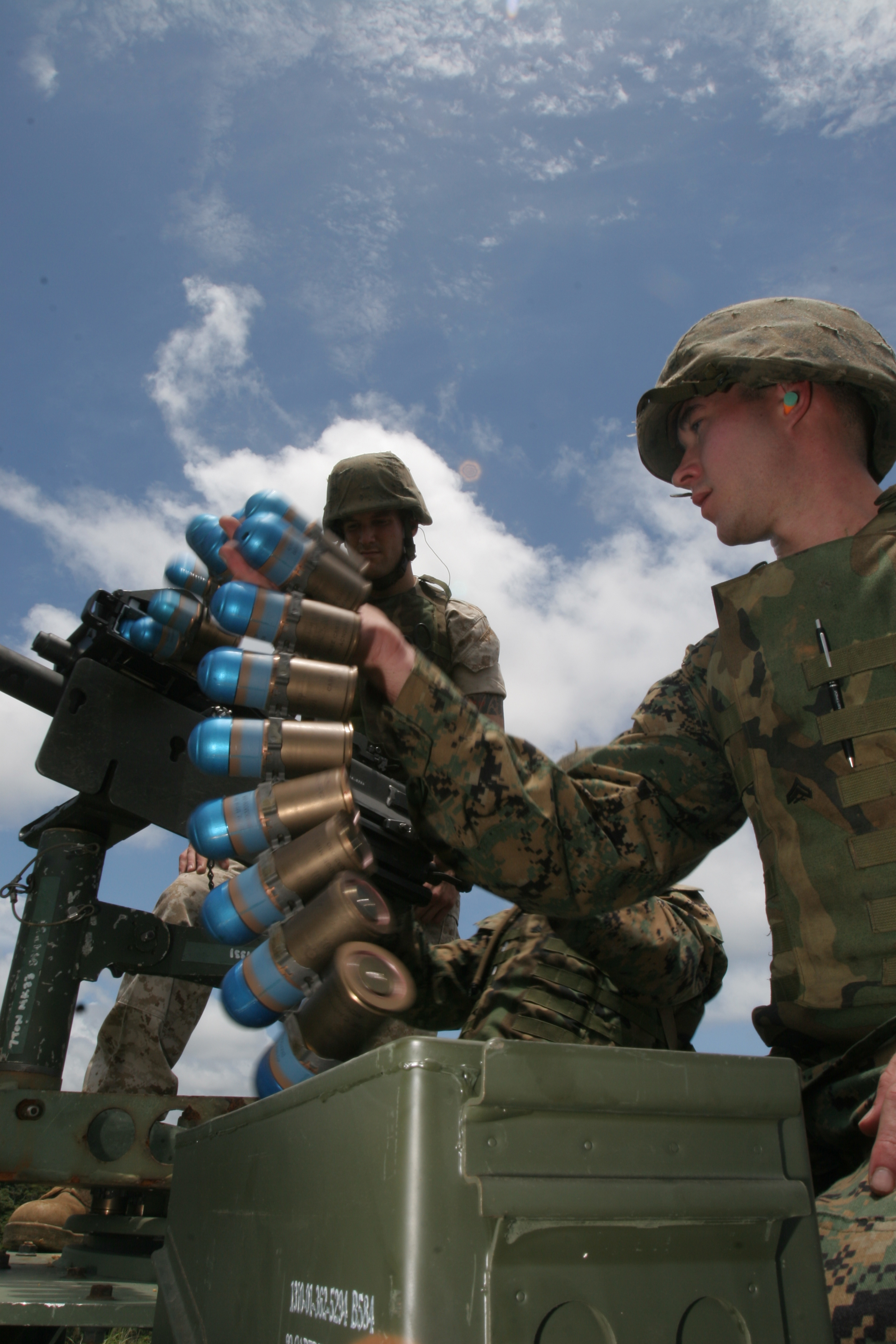
Стрічка з гранатометними гранатами до автоматичного гранатомету Mk 19

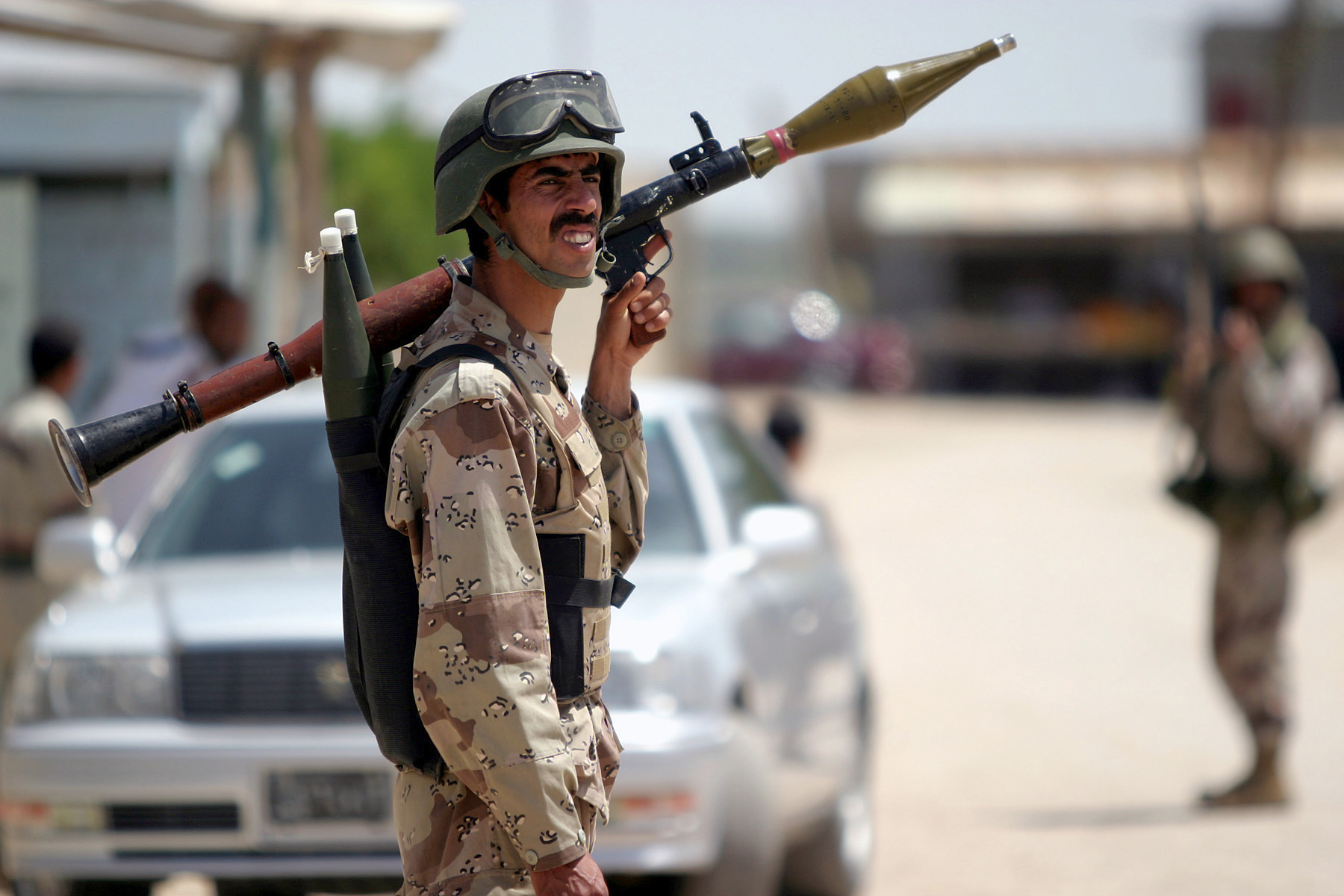
Іракський військовий зі спорядженим для стрільби гранатометною гранатою РПГ-7. На спині — сумка з іншими гранатами. Анбар (мухафаза). Ірак

Гранатометна граната — різновид гранати, постріл якої здійснюється за допомогою гранатометів (ручних протитанкових, автоматичних, підствольних, димових тощо) як правило, запускається під тиском порохових газів безпосередньо із ствола.
Гранатометна граната з'єднана з пороховим зарядом називається гранатометним пострілом.[джерело?]
У сучасних гранатометах застосовуються осколкові гранати, кумулятивні гранати, кумулятивні гранати типу «тандем» (для боротьби з посиленою і динамічною бронею), а також спеціальні гранати: димові, освітлювальні, запалювальні та газові.

## Калібри гранат

### Автоматичні гранатомети
- 40-мм:
  - 40×74.5 мм[1]
  - 40×53 мм
  - 40×51 мм
  - 40×47 мм[1]
  - 40×46 мм[1]
- 35-мм:
  - 35×32SR мм[2]
- 30-мм: 
  - 30×29 мм[3]
- 25-мм:
  - 25×59 мм[4]